# 後藤覚乗
後藤 覚乗（ごとう かくじょう、天正17年（1589年） - 明暦2年閏4月22日（1656年5月16日））は、江戸時代前期の金工家。金工の後藤勘兵衛（上後藤）家の初代。後藤宗家5代後藤徳乗の甥。後藤長乗（光栄）の次男。後藤立乗の弟。諱は光信、通称は勘兵衛。勘兵衛尉（かんびょうえのじょう）とも。

## 出自
後藤家は室町幕府に御用達金工（彫金）師として仕え、その作品は「御家彫」といわれた。織田信長・豊臣秀吉の刀剣装身具、大判鋳造の御用達も務め、また大判の鋳造と墨判および両替屋の分銅の鋳造を請負った。江戸期の後藤宗家（四郎兵衛家）の家業は、彫金・大判座・分銅座であり、俗に「後藤家の三家業」といわれ、茶屋四郎次郎家、角倉了以家と共に「京都の三長者」に数えられた。ちなみに、小判鋳造を手がけたのは江戸の金座（小判座）・庄三郎家である。家紋は五三桐。
覚乗の伯父で後藤宗家の徳乗は関ヶ原の戦いで石田三成に属したが、父長乗が徳川家康についたため、後藤家は改易を免れた。長乗は家康より寵愛を受け、「禁裏御所御宝剣彫物所」の看板を掲げ、公儀の役以外に外国との往復文書作成にも関わった。また、放鷹術に長け、鷹師20人を引き連れ諸大名の放鷹の指南をした。そして、旧細川満元邸の広大な庭を拝領し、それは後に擁翠園といわれ、仙洞御所と東本願寺の渉成園とともに「林泉広大洛中ノ三庭」（洛中の三庭）の一つに数えられる庭となった。長乗は絵画・詩歌も嗜んだ文化人でもあり、本阿弥光悦とも親しかった。なお、長乗の子・覚乗の甥に狩野探幽の養子で江戸幕府の御用絵師となった狩野益信（洞雲）がいる。

## 生涯
父・長乗が元和2年（1616年）に死去すると、土地は立乗、覚乗、乗円、昌乗の四人の兄弟に分配された。覚乗は分家であったが一家をなすほど金工の技に優れ、主に鍔（つば）・目貫（めぬき）・笄（こうがい）・小柄（こづか）などの刀装具を制作した。寛永年間より、工芸を奨励した加賀金沢藩主前田利常に招かれ、現米150石をもって仕え、前田家の装剣用具の製作ほか金沢藩風聞報告役、また金銀財政面の用達を行った。従兄の後藤顕乗（理兵衛家、下後藤家）と交替で隔年に金沢に滞在して京都と金沢を往復し、「加賀後藤」とよばれる流派の基礎を築いた。利常は覚乗の彫金技術の高さを認め、いつも敬意を払っていたという（『微妙公夜話』『菅君栄名記』）。覚乗は大力の持ち主で相撲を好み、弓馬・兵法・砲術の達人であった（『後藤家一統系図』）。日蓮宗を信仰し、妙覚寺の日奥聖人に帰依した。また、俳諧・茶の湯にも優れた。前田利常に資金援助をしてもらい、小堀遠州の設計で、父長乗が造営した庭園を補作したほか、上段を設けた書院や「十三窓席」といわれた13の窓を持つ小間茶室「擁翠亭」を作った。
明暦2年（1656年）閏4月22日に68歳で病没し、蓮台寺石蔵坊に葬られた。